# Zeiraphera griseana
Espèce
La Tordeuse grise du mélèze (Zeiraphera griseana) est une espèce de lépidoptères (papillons), dont la chenille est un ravageur responsable de déforestation importante dans les forêts de mélèzes (Mélèze d’Europe, Larix decidua).

## Description
L'imago est un petit papillon grisâtre de 15 à 20 mm; à son stade final la chenille mesure 10 à 12 mm de long. Les tordeuses sont des lépidoptères dont les larves « tordent » les feuilles de leur plante hôte ; la Tordeuse du mélèze élabore un fil de soie et s'en sert pour rassembler les aiguilles jusqu’à former une sorte d’entonnoir.

## Systématique
L'espèce a été décrite par l'entomologiste allemand Jakob Hübner en 1799, sous le nom initial de Tortrix griseana.

### Synonymie
- Tortrix griseana Hübner, 1799 – protonyme
- Sphaleroptera diniana Guenée, 1845
- Zeiraphera diniana (Guenée, 1845)
- Steganoptycha diniana var. desertana Caradja, 1916
- Grapholitha pinicolana Zeller in Lienig & Zeller, 1846

## Étendue de l’aire de l’espèce
En France, on associe la tordeuse du mélèze à la région des Alpes du Sud, région où le mélèze a beaucoup été planté pour contrer la déforestation, mais c’est un insecte que l’on retrouve aussi dans les Alpes du Nord ainsi que dans toute l’Europe moyenne et septentrionale, jusqu’en Sibérie Occidentale. La Tordeuse du mélèze peut également infester le pin sylvestre, le pin cembro et le pin à crochet, mais on ne la trouve jamais sur des feuillus

## Cycle de vie
Dès la fin juillet, les œufs sont déposés par le papillon femelle, sur les branches ou sous les lichens. La ponte peut avoir lieu jusqu’à la fin septembre, après quoi l’insecte adulte meurt. Les œufs passent l’hiver supportant des températures très basses (jusque -52°).
Les chenilles éclosent au printemps, en même temps que le débourrement des mélèzes. Elles se dirigent vers l’extrémité des bourgeons, pénètrent dans la rosette d’aiguilles, rassemblent les aiguilles avec leurs fils de soie et les dévorent . Elles changent trois à quatre fois d’habitat. Les larves passent par cinq stades de croissance ; au cinquième stade, en juin, elles s’installent dans une toile le long du rameau, et continuent à grignoter les aiguilles. Ce qui reste de leur passage, rassemblé dans des filets de soie et mêlé aux déjections des chenilles, se dessèche, et donne aux mélèzes attaqués un aspect roussâtre caractéristique. L'arbre semble mort et les fils de soie collent à la peau ce qui est peu apprécié des randonneurs.
En juillet, les larves effectuent leur nymphose, c’est-à-dire qu’elles se transforment en nymphe, également appelée chrysalide chez les lépidoptères. Les nymphes tombent au sol, et après quelques semaines elles muent en imago (stade final du développement de l'insecte). La ponte commence. Pendant ce temps l’arbre reconstitue une partie de son feuillage.

## La variation périodique des populations de Tordeuse du mélèze
Depuis l’époque romaine on a constaté que les dommages importants sur les mélèzins se manifestent sur une période de deux années. Durant ces deux années, des centaines d’hectares sont défoliés et le nombre de chenilles est très élevé (7 chenilles par mètre de rameau ). Ensuite pendant une période de 6 à 7 ans les populations de chenilles chutent et leur présence n’est plus dommageable. Les périodes de pullulation de chenilles laissent des traces sur la croissance des mélèzes : on les observe en analysant les cernes de croissance sur les troncs ; ces constatations confirment la périodicité des pullulations.
Ces fluctuations régulières s’expliquent par les relations entre le mélèze et l’insecte . Avant la période de pullulation, la Tordeuse se multiplie sur un arbre en bonne santé avec une nourriture abondante et riche. Au moment de la pullulation apparait une situation de famine pour la chenille, à la fois à cause de la surpopulation et par le fait que pour se défendre l’arbre diminue la quantité et la qualité de nourriture. Après deux années d’infestation, le mélèze débourre plus tard, ses aiguilles sont plus courtes et plus coriaces. L'intervention des prédateurs des chenilles (oiseaux et insectes parasites) réduit efficacement le nombre de larves, les tordeuses qui arrivent au stade adulte émigrent et sont moins fécondes.
La période de pullulation terminée, les effectifs chutent fortement pendant deux ou trois ans puis augmentent progressivement jusqu’à un nouveau pic de culmination.

## Les dégâts sur l’arbre
Outre les dommages esthétiques et leurs conséquences sur l’activité touristique, les infestations de tordeuses du mélèze affaiblissent les arbres : ils produisent moins de fruits, certaines parties des frondaisons dépérissent, la reconstitution du feuillage après la période de consommation des aiguilles se fait au détriment des réserves de l’arbre. Cependant il n’y a pas d’augmentation de la mortalité des arbres, sauf dans certains cas particuliers, comme des gelées tardives ou des périodes de sècheresses, mal supportées par des arbres affaiblis, ou sur les arbres chétifs ou poussant sur lieu difficile .

## L’impact du réchauffement climatique
L’impact du réchauffement climatique reste discuté. 
Ainsi des chercheurs suisses ont montré que l’altitude optimale de la Tordeuse serait passée de 1600 à 2 000 mètres au cours des 40 dernières années, altitude à laquelle les forêts de mélèzes sont remplacées par quelques arbres pionniers espacés, ce qui a pour conséquence un impact moindre des tordeuses sur les forêts exploitées.
Pourtant, en modifiant la phénologie de la Tordeuse et du mélèze, le réchauffement climatique risque de perturber la périodicité des pullulations. Par exemple, des printemps plus précoces avancent le débourrement du mélèze, ce qui est plutôt favorable au ravageur et délétère pour le mélèze.